# Onze-Lieve-Vrouw van Altijddurende Bijstandkerk (Geleen)
De Onze-Lieve-Vrouw van Altijddurende Bijstandkerk is de parochiekerk van de Geleense wijk Lindenheuvel, gelegen aan Bloemenmarkt 12.

## Geschiedenis
De wijk Lindenheuvel werd speciaal voor het personeel van Staatsmijn Maurits gebouwd. In 1925 namen de katholieken er een noodkerk in gebruik, terwijl later ook scholen als kerkruimte gebruikt werden. In 1928 begon de bouw van de definitieve kerk, welke centraal in de wijk was gelegen en in 1929 werd ingewijd.

## Gebouw
Het betreft een driebeukige bakstenen kruisbasiliek in traditionalistische stijl, ontworpen door J.E. Schoenmaekers. De zware vierkante fronttoren wordt gedekt door een tentdak en geflankeerd door een aangebouwde vijfkante traptoren. Opvallend zijn de zware steunberen.
Het interieur is gepleisterd en wordt overwelfd door een tongewelf dat op consoles rust. Jean Weerts vervaardigde de kruiswegstaties. Atelier F. Nicolas en Zonen verzorgde een aantal glas in loodramen (1928), terwijl ook F. Cox (1953-1954) glas-in-loodramen voor de kerk vervaardigde.